# Özlem Türeci
Özlem Türeci (Siegen, 6 marzo 1967) è un medico e immunologa tedesca di origine turca. Lettrice all'Università di Magonza, Türeci è co-fondatrice, assieme al marito, Uğur Şahin, dell'azienda farmaceutica BioNTech, di cui dirige la divisione di ricerca medica. E'presidentessa della Association for Cancer Immunotherapy (CIMT), la più grande associazione europea per l'immunoterapia contro il cancro.

## Biografia
Figlia di un chirurgo turco che si era trasferito da Istanbul a Lastrup, nel circondario di Cloppenburg, Germania, per lavorare nell'ospedale cattolico St. Elisabeth-Stift, Türeci ha seguito le orme del padre dedicandosi agli studi di medicina e ottenendo un dottorato presso Università della Saarland, a Homburg.
Durante il suo ultimo anno di studi all'Università della Saarland, Türeci ha incontrato il suo futuro marito Uğur Şahin, che lavorava nell'ospedale universitario. La coppia si è sposata nel 2002 e ha avuto una figlia nel 2006.

## Carriera

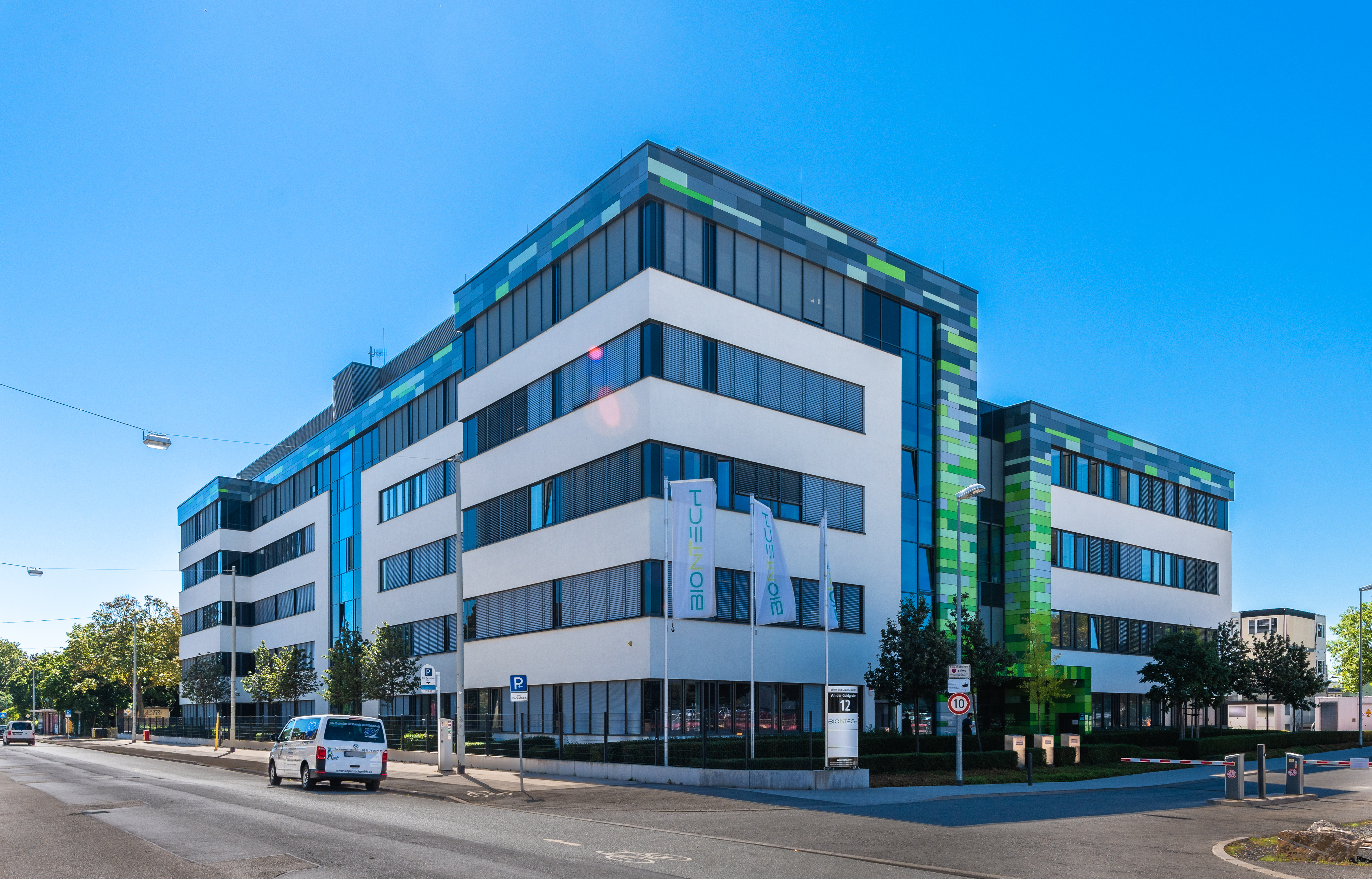
La sede della BioNTech a Magonza

Nel 2000 è entrata a far parte dello staff dell'Università Johannes Gutenberg di Magonza come Privatdozentin, titolo assimiliabile a quello di cultore della materia, occupandosi dello sviluppo di immunterapie volte a combattere il cancro. Dopo aver notato, secondo le sue dichiarazioni, che "la scienza non sempre arriva al letto del paziente", per rendere più rapidamente disponibili le forme di terapia più innovative, decise di fondare assieme al marito la Ganymed Pharmaceuticals, un'azienda volta a sviluppare immunoterapie contro il cancro. La Ganymed Pharmaceuticals, che ha prodotto l'anticorpo monoclonale zolbetuximab, attualmente in sperimentazione nella terapia del Carcinoma gastrico, nel 2016 è stata acquistata dalla Astellas Pharma per 1,3 miliardi di euro, rendendo i coniugi Şahin una delle coppie più ricche di Germania.
Nel 2008, Türeci è stata uno dei fondatori della società biotecnologica BioNTech, con sede a Magonza, una società poi quotata al NASDAQ e che ha raggiunto un valore di miliardi di euro, di cui da allora è membro del consiglio di amministrazione, nonché responsabile della ricerca e dello sviluppo clinico. A partire dal gennaio del 2020, BioNTech si è impegnata nella ricerca di un vaccino contro la malattia polmonare COVID-19, sotto la direzione della stessa Türeci e del marito Uğur Şahin, amministratore dellegato della società. Il 9 novembre 2020, la BioNTech e la statunitense Pfizer, società con cui, a partire dall'agosto 2018 la BioNTech aveva intrapreso un programma di ricerca e sviluppo volto allo sviluppo di vaccini anti-influenzali a RNA, hanno annunciato che il vaccino per il COVID-19 prodotto da BioNTech aveva mostrato un'efficacia del 90% nella fase 3 della sperimentazione, facendo salire la dottoressa Türeci e il marito agli onori delle cronache.
Türeci ha anche incarichi istituzionali, essendo presidente della principale rete di ricerca tedesca per interventi personalizzati di immunoterapia (Cluster für Individualisierte ImmunIntervention, Ci3) del Ministero federale dell'istruzione e della ricerca tedesco.

## Onorificenze
- Premio Internazionale della Catalogna 2020[11]

- Women of Europe Awards 2021, categoria "Woman in Business", conferito il 1º dicembre 2021 dal Movimento Europeo Internazionale.[13]